# Восход Эндимиона
Восход Эндимиона (англ. The Rise of Endymion) — научно-фантастический роман американского писателя Дэна Симмонса, вышедший в 1997 году. Заключительная книга тетралогии «Песни Гипериона». Действие романа происходит во Вселенной Гипериона. В 1998 году роман получил премию Локус, номинировался на премию Хьюго.

## Сюжет
Действие разворачивается через 4 года после событий, описанных в «Эндимионе». Энея, Рауль и А. Беттик провели это время на Старой Земле, где Энея училась у Архитектора — кибрида Фрэнка Ллойда Райта. Когда кибрид умирает, Энея отправляет Рауля на поиски корабля Консула, который тот должен отогнать на планету Тянь-Шань. Там Эндимиона будут ждать Энея с А. Беттиком
В это же время на Пасеме в восьмой раз умирает папа Юлий Четырнадцатый (Ленар Хойт). Новый Ватикан готовится к выборам понтифика. Несмотря на мелкие заговоры, подкупы и амбиции, им в очередной раз избирается Хойт. Бывший паломник изменяет традиции и не выбирает имя Юлий для своего понтификата. Он называет себя папой Урбаном Шестнадцатым в честь папы Урбана II, в 1095 году созвавшего Клермонский собор и положившего начало эпохе крестовых походов. Церковь начинает уничтожительную войну против Бродяг.
В завершающей книге раскрываются все тайны, объединявшие человечество и Техно-центр.

## Основные персонажи
- Энея — «Та-Кто-Учит».
- Рауль Эндимион — телохранитель и возлюбленный Энеи.
- А.Беттик — андроид, друг Энеи и Рауля.
- Федерико Де Сойя — отец-капитан, разочаровавшийся в Церкви.
- Ленар Хойт — папа Урбан XVI.
- Кардинал Лурдзамийский — госсекретарь Ватикана, ближайший сподвижник папы.

## Награды
- 1998 — Премия Локус
- 1998 — Премия Хьюго (номинант)